# Liste de maisons d'édition algériennes
Cette page est une liste de maisons d'édition algériennes,,,,.

## 7
- La 7e Couleur

## A
- Al bayazin
- Alem El Afkar
- El-Adib[5]
- Agence nationale d'édition et de publicité (ANEP)[5]
- El-Alamia[5]
- Alpha[5]
- El-Amel[5]
- Anzar Éditions
- Editions Achab

## B
- Éditions Baghdadi[5]
- Barzakh[5]
- Belkeise[5]
- Berti[5]
- Bibliothèque nationale d'Algérie[5]
- La Bibliothèque verte[5]
- Bouchene
- Builders Vision Edition

## C
- Casbah Éditions
- Chihab[5]
- Clas'gaie[5]
- Colorset

## D
- Dahlab[5]
- Dalimen[5]
- Dar Beni Mezghana
- Dar el Kitab el-Hadith[5]
- Al-Djahidiya[5]
- Ed-Douha[5]
- Dzaïr Info[5]
- Dar el Kitab El Arabi
- Dar Hamdane

## E
- Espace libre[5]
- Essabil[5]

## F
- El-Fedjr[5]

## G
- El-Gharb[5]

## H
- El-Hadhara[5]
- El-Hana[5]
- El-Hikma[5]
- El-Houda[5]
- Houma[5]

## I
- Éditions Ihaddaden[5]
- El-Imam Malek[5]
- Inas[5]
- ITCIS Editions
- ITINERAIRES SCIENTIFIQUES

## K
- KERDJA Editions
- Kaza Editions[5]
- Khair Djalis[5]
- Khayal Editions
- El-Khaldounia[5]
- Kortoba[5]
- Koukou
- Krikou éditions

## L
- Éditions Lectio
- Lalla Moulati[5]
- La Plume
- Libris[5]
- Legende
- Lebededitions
- Les Presses du Chélif. Chlef

## M
- El-Maarifa[5]
- Madani Frères[5]
- Madjalis el-Houda[5]
- La Maison des livres[5]
- El-Malakia[5]
- Maktebet el-Bakri Ghardaia[5]
- Marsa[5]
- Maugin[5]
- Media Plus Algérie[5]
- Media Sud[5]
- Mimouni[5]
- Le Monde de la lecture[5]
- Medias index

## N
- En-Nahdha[5]
- En-Nakhla[5]

## O
- Office national des publications scolaires¨(ONPS)[5]
- Office des publications universitaires (OPU)
- El-Ouloum[5]
- El-Oumma[5]
- Ounoutha[5]
- Odyssée

## P
- Les Pages bleues[5]
- Palais du livre[5]
- Le Petit Lecteur[5]

## R
- Rabitat Koutab el-Ikhtilaf[5]
- Rahab[5]
- Rahma[5]
- Rayhana[5]
- El-Rissala[5]

## S
- Science et Savoir[5]
- Sedia[5]
- Société nationale des arts[5]
- Soniam Éditions
- SARAHMED Editions

## T
- Éditions Talantikit[5]
- Et-Tanouir Sahraoui[5]
- Éditions du Tell[5]
- Éditions Thala[5]
- Les Trois Pommes[5]
- At-Turath[5]
- thafath publishing house

## U
- Union des écrivains algériens[5]

## W
- Wellcom Editions

## Z
- Zyriab[5]